# Zu Ding
Zu Ding (祖丁), nome personale Zi Xin (子新) (... – 1433 a.C.) fu un re della dinastia Shang.
Nello Shiji (Memorie di uno storico) viene indicato da Sima Qian come il sedicesimo sovrano Shang, succeduto allo zio Wo Jia (沃甲). Salì sul trono nell'anno di Dingwei (丁未), stabilendo Bi (庇) come capitale. Regnò per circa 32 anni (secondo alcuni dal 1465 al 1433 a.C.) fino alla morte. Gli venne assegnato il nome postumo di Zu Xin e gli succedette il cugino Nan Geng (南庚).
Alcune incisioni oracolari su osso rinvenuti a Yin Xu, invece, lo indicano come il quindicesimo sovrano Shang.

## Tentativi di datazione
Stando ai risultati del Progetto di cronologia Xia Shang Zhou, una ricerca commissionata dal governo cinese con lo scopo dichiarato di tracciare una genealogia delle mitiche dinastie antecedenti l'epoca Zhou, Zu Ding sarebbe stato un contemporaneo del faraone egizio Akhenaton.  Ammettere questo risultato significherebbe posticipare la tradizionale datazione del regno di Zu Ding di quasi un secolo, per farlo terminare verso la metà degli anni 1330 a.C. in coincidenza con quello di Akhenaton. I risultati del progetto di cronologia sono tuttora oggetto di controversie tra gli studiosi.